# Bennie Muller
Bernardus "Bennie" Muller (født 14. august 1938 i Amsterdam, død 17. januar 2024) var en hollandsk fodboldspiller (midtbane).
På klubplan tilbragte Muller hele sin aktive karriere hos Ajax i sin fødeby. Han var med til at vinde hele fem hollandske mesterskaber og tre KNVB Cup-titler med klubben. Han var også en del af holdet der nåede Mesterholdenes Europa Cup finale 1969. Her spillede Muller anden halveg i kampen, som Ajax tabte 1-4 til italienske AC Milan.
Muller spillede desuden 43 kampe og scorede to mål for det hollandske landshold, som han debuterede for 3. april 1960 i en venskabskamp mod Bulgarien.

## Titler
Hollandsk mesterskab
- 1960, 1966, 1967, 1968 og 1970 med Ajax

KNVB Cup
- 1961, 1967 og 1970 med Ajax